# Борош, Шандор (шахматист)
Это статья о шахматисте. Его не следует путать с венгерским легкоатлетом Шандором Борошем (1949 г.р.).
Шандор Борош (венг. Boros Sándor, 31 августа 1907 — 1944) — венгерский шахматист и шахматный композитор.

## Спортивная карьера
Участник нескольких чемпионатов Венгрии и ряда международных турниров.
В составе сборной Венгрии победитель 2-й Европейской заочной олимпиады (1937—1939 гг.).
В шахматной композиции специализировался на двухходовых задачах. Высшее спортивное достижение в области композиции — победа в конкурсе журнала «Tijdschrift vd KNSB» в 1933 г.
Является автором так называемой «темы Бороша»: матовый ход должен одновременно быть связывающим.
|   | a | b | c | d | e | f | g | h |   |
| - | --- | --- | --- | --- | --- | --- | --- | --- | - |
| 8 | b8 белый слон · c8 чёрная ладья · g7 чёрный конь · h7 белый слон · g6 чёрный ферзь · b5 белая ладья · f5 белый конь · h5 белая ладья · d4 белая пешка · e4 чёрный король · f4 белый конь · a3 чёрный слон · c3 чёрная пешка · e3 чёрная ладья · g3 чёрная пешка · c2 белый король · e2 чёрная пешка · g2 белая пешка · h2 чёрный конь · e1 белый ферзь | b8 белый слон · c8 чёрная ладья · g7 чёрный конь · h7 белый слон · g6 чёрный ферзь · b5 белая ладья · f5 белый конь · h5 белая ладья · d4 белая пешка · e4 чёрный король · f4 белый конь · a3 чёрный слон · c3 чёрная пешка · e3 чёрная ладья · g3 чёрная пешка · c2 белый король · e2 чёрная пешка · g2 белая пешка · h2 чёрный конь · e1 белый ферзь | b8 белый слон · c8 чёрная ладья · g7 чёрный конь · h7 белый слон · g6 чёрный ферзь · b5 белая ладья · f5 белый конь · h5 белая ладья · d4 белая пешка · e4 чёрный король · f4 белый конь · a3 чёрный слон · c3 чёрная пешка · e3 чёрная ладья · g3 чёрная пешка · c2 белый король · e2 чёрная пешка · g2 белая пешка · h2 чёрный конь · e1 белый ферзь | b8 белый слон · c8 чёрная ладья · g7 чёрный конь · h7 белый слон · g6 чёрный ферзь · b5 белая ладья · f5 белый конь · h5 белая ладья · d4 белая пешка · e4 чёрный король · f4 белый конь · a3 чёрный слон · c3 чёрная пешка · e3 чёрная ладья · g3 чёрная пешка · c2 белый король · e2 чёрная пешка · g2 белая пешка · h2 чёрный конь · e1 белый ферзь | b8 белый слон · c8 чёрная ладья · g7 чёрный конь · h7 белый слон · g6 чёрный ферзь · b5 белая ладья · f5 белый конь · h5 белая ладья · d4 белая пешка · e4 чёрный король · f4 белый конь · a3 чёрный слон · c3 чёрная пешка · e3 чёрная ладья · g3 чёрная пешка · c2 белый король · e2 чёрная пешка · g2 белая пешка · h2 чёрный конь · e1 белый ферзь | b8 белый слон · c8 чёрная ладья · g7 чёрный конь · h7 белый слон · g6 чёрный ферзь · b5 белая ладья · f5 белый конь · h5 белая ладья · d4 белая пешка · e4 чёрный король · f4 белый конь · a3 чёрный слон · c3 чёрная пешка · e3 чёрная ладья · g3 чёрная пешка · c2 белый король · e2 чёрная пешка · g2 белая пешка · h2 чёрный конь · e1 белый ферзь | b8 белый слон · c8 чёрная ладья · g7 чёрный конь · h7 белый слон · g6 чёрный ферзь · b5 белая ладья · f5 белый конь · h5 белая ладья · d4 белая пешка · e4 чёрный король · f4 белый конь · a3 чёрный слон · c3 чёрная пешка · e3 чёрная ладья · g3 чёрная пешка · c2 белый король · e2 чёрная пешка · g2 белая пешка · h2 чёрный конь · e1 белый ферзь | b8 белый слон · c8 чёрная ладья · g7 чёрный конь · h7 белый слон · g6 чёрный ферзь · b5 белая ладья · f5 белый конь · h5 белая ладья · d4 белая пешка · e4 чёрный король · f4 белый конь · a3 чёрный слон · c3 чёрная пешка · e3 чёрная ладья · g3 чёрная пешка · c2 белый король · e2 чёрная пешка · g2 белая пешка · h2 чёрный конь · e1 белый ферзь | 8 |
| 7 | b8 белый слон · c8 чёрная ладья · g7 чёрный конь · h7 белый слон · g6 чёрный ферзь · b5 белая ладья · f5 белый конь · h5 белая ладья · d4 белая пешка · e4 чёрный король · f4 белый конь · a3 чёрный слон · c3 чёрная пешка · e3 чёрная ладья · g3 чёрная пешка · c2 белый король · e2 чёрная пешка · g2 белая пешка · h2 чёрный конь · e1 белый ферзь | b8 белый слон · c8 чёрная ладья · g7 чёрный конь · h7 белый слон · g6 чёрный ферзь · b5 белая ладья · f5 белый конь · h5 белая ладья · d4 белая пешка · e4 чёрный король · f4 белый конь · a3 чёрный слон · c3 чёрная пешка · e3 чёрная ладья · g3 чёрная пешка · c2 белый король · e2 чёрная пешка · g2 белая пешка · h2 чёрный конь · e1 белый ферзь | b8 белый слон · c8 чёрная ладья · g7 чёрный конь · h7 белый слон · g6 чёрный ферзь · b5 белая ладья · f5 белый конь · h5 белая ладья · d4 белая пешка · e4 чёрный король · f4 белый конь · a3 чёрный слон · c3 чёрная пешка · e3 чёрная ладья · g3 чёрная пешка · c2 белый король · e2 чёрная пешка · g2 белая пешка · h2 чёрный конь · e1 белый ферзь | b8 белый слон · c8 чёрная ладья · g7 чёрный конь · h7 белый слон · g6 чёрный ферзь · b5 белая ладья · f5 белый конь · h5 белая ладья · d4 белая пешка · e4 чёрный король · f4 белый конь · a3 чёрный слон · c3 чёрная пешка · e3 чёрная ладья · g3 чёрная пешка · c2 белый король · e2 чёрная пешка · g2 белая пешка · h2 чёрный конь · e1 белый ферзь | b8 белый слон · c8 чёрная ладья · g7 чёрный конь · h7 белый слон · g6 чёрный ферзь · b5 белая ладья · f5 белый конь · h5 белая ладья · d4 белая пешка · e4 чёрный король · f4 белый конь · a3 чёрный слон · c3 чёрная пешка · e3 чёрная ладья · g3 чёрная пешка · c2 белый король · e2 чёрная пешка · g2 белая пешка · h2 чёрный конь · e1 белый ферзь | b8 белый слон · c8 чёрная ладья · g7 чёрный конь · h7 белый слон · g6 чёрный ферзь · b5 белая ладья · f5 белый конь · h5 белая ладья · d4 белая пешка · e4 чёрный король · f4 белый конь · a3 чёрный слон · c3 чёрная пешка · e3 чёрная ладья · g3 чёрная пешка · c2 белый король · e2 чёрная пешка · g2 белая пешка · h2 чёрный конь · e1 белый ферзь | b8 белый слон · c8 чёрная ладья · g7 чёрный конь · h7 белый слон · g6 чёрный ферзь · b5 белая ладья · f5 белый конь · h5 белая ладья · d4 белая пешка · e4 чёрный король · f4 белый конь · a3 чёрный слон · c3 чёрная пешка · e3 чёрная ладья · g3 чёрная пешка · c2 белый король · e2 чёрная пешка · g2 белая пешка · h2 чёрный конь · e1 белый ферзь | b8 белый слон · c8 чёрная ладья · g7 чёрный конь · h7 белый слон · g6 чёрный ферзь · b5 белая ладья · f5 белый конь · h5 белая ладья · d4 белая пешка · e4 чёрный король · f4 белый конь · a3 чёрный слон · c3 чёрная пешка · e3 чёрная ладья · g3 чёрная пешка · c2 белый король · e2 чёрная пешка · g2 белая пешка · h2 чёрный конь · e1 белый ферзь | 7 |
| 6 | b8 белый слон · c8 чёрная ладья · g7 чёрный конь · h7 белый слон · g6 чёрный ферзь · b5 белая ладья · f5 белый конь · h5 белая ладья · d4 белая пешка · e4 чёрный король · f4 белый конь · a3 чёрный слон · c3 чёрная пешка · e3 чёрная ладья · g3 чёрная пешка · c2 белый король · e2 чёрная пешка · g2 белая пешка · h2 чёрный конь · e1 белый ферзь | b8 белый слон · c8 чёрная ладья · g7 чёрный конь · h7 белый слон · g6 чёрный ферзь · b5 белая ладья · f5 белый конь · h5 белая ладья · d4 белая пешка · e4 чёрный король · f4 белый конь · a3 чёрный слон · c3 чёрная пешка · e3 чёрная ладья · g3 чёрная пешка · c2 белый король · e2 чёрная пешка · g2 белая пешка · h2 чёрный конь · e1 белый ферзь | b8 белый слон · c8 чёрная ладья · g7 чёрный конь · h7 белый слон · g6 чёрный ферзь · b5 белая ладья · f5 белый конь · h5 белая ладья · d4 белая пешка · e4 чёрный король · f4 белый конь · a3 чёрный слон · c3 чёрная пешка · e3 чёрная ладья · g3 чёрная пешка · c2 белый король · e2 чёрная пешка · g2 белая пешка · h2 чёрный конь · e1 белый ферзь | b8 белый слон · c8 чёрная ладья · g7 чёрный конь · h7 белый слон · g6 чёрный ферзь · b5 белая ладья · f5 белый конь · h5 белая ладья · d4 белая пешка · e4 чёрный король · f4 белый конь · a3 чёрный слон · c3 чёрная пешка · e3 чёрная ладья · g3 чёрная пешка · c2 белый король · e2 чёрная пешка · g2 белая пешка · h2 чёрный конь · e1 белый ферзь | b8 белый слон · c8 чёрная ладья · g7 чёрный конь · h7 белый слон · g6 чёрный ферзь · b5 белая ладья · f5 белый конь · h5 белая ладья · d4 белая пешка · e4 чёрный король · f4 белый конь · a3 чёрный слон · c3 чёрная пешка · e3 чёрная ладья · g3 чёрная пешка · c2 белый король · e2 чёрная пешка · g2 белая пешка · h2 чёрный конь · e1 белый ферзь | b8 белый слон · c8 чёрная ладья · g7 чёрный конь · h7 белый слон · g6 чёрный ферзь · b5 белая ладья · f5 белый конь · h5 белая ладья · d4 белая пешка · e4 чёрный король · f4 белый конь · a3 чёрный слон · c3 чёрная пешка · e3 чёрная ладья · g3 чёрная пешка · c2 белый король · e2 чёрная пешка · g2 белая пешка · h2 чёрный конь · e1 белый ферзь | b8 белый слон · c8 чёрная ладья · g7 чёрный конь · h7 белый слон · g6 чёрный ферзь · b5 белая ладья · f5 белый конь · h5 белая ладья · d4 белая пешка · e4 чёрный король · f4 белый конь · a3 чёрный слон · c3 чёрная пешка · e3 чёрная ладья · g3 чёрная пешка · c2 белый король · e2 чёрная пешка · g2 белая пешка · h2 чёрный конь · e1 белый ферзь | b8 белый слон · c8 чёрная ладья · g7 чёрный конь · h7 белый слон · g6 чёрный ферзь · b5 белая ладья · f5 белый конь · h5 белая ладья · d4 белая пешка · e4 чёрный король · f4 белый конь · a3 чёрный слон · c3 чёрная пешка · e3 чёрная ладья · g3 чёрная пешка · c2 белый король · e2 чёрная пешка · g2 белая пешка · h2 чёрный конь · e1 белый ферзь | 6 |
| 5 | b8 белый слон · c8 чёрная ладья · g7 чёрный конь · h7 белый слон · g6 чёрный ферзь · b5 белая ладья · f5 белый конь · h5 белая ладья · d4 белая пешка · e4 чёрный король · f4 белый конь · a3 чёрный слон · c3 чёрная пешка · e3 чёрная ладья · g3 чёрная пешка · c2 белый король · e2 чёрная пешка · g2 белая пешка · h2 чёрный конь · e1 белый ферзь | b8 белый слон · c8 чёрная ладья · g7 чёрный конь · h7 белый слон · g6 чёрный ферзь · b5 белая ладья · f5 белый конь · h5 белая ладья · d4 белая пешка · e4 чёрный король · f4 белый конь · a3 чёрный слон · c3 чёрная пешка · e3 чёрная ладья · g3 чёрная пешка · c2 белый король · e2 чёрная пешка · g2 белая пешка · h2 чёрный конь · e1 белый ферзь | b8 белый слон · c8 чёрная ладья · g7 чёрный конь · h7 белый слон · g6 чёрный ферзь · b5 белая ладья · f5 белый конь · h5 белая ладья · d4 белая пешка · e4 чёрный король · f4 белый конь · a3 чёрный слон · c3 чёрная пешка · e3 чёрная ладья · g3 чёрная пешка · c2 белый король · e2 чёрная пешка · g2 белая пешка · h2 чёрный конь · e1 белый ферзь | b8 белый слон · c8 чёрная ладья · g7 чёрный конь · h7 белый слон · g6 чёрный ферзь · b5 белая ладья · f5 белый конь · h5 белая ладья · d4 белая пешка · e4 чёрный король · f4 белый конь · a3 чёрный слон · c3 чёрная пешка · e3 чёрная ладья · g3 чёрная пешка · c2 белый король · e2 чёрная пешка · g2 белая пешка · h2 чёрный конь · e1 белый ферзь | b8 белый слон · c8 чёрная ладья · g7 чёрный конь · h7 белый слон · g6 чёрный ферзь · b5 белая ладья · f5 белый конь · h5 белая ладья · d4 белая пешка · e4 чёрный король · f4 белый конь · a3 чёрный слон · c3 чёрная пешка · e3 чёрная ладья · g3 чёрная пешка · c2 белый король · e2 чёрная пешка · g2 белая пешка · h2 чёрный конь · e1 белый ферзь | b8 белый слон · c8 чёрная ладья · g7 чёрный конь · h7 белый слон · g6 чёрный ферзь · b5 белая ладья · f5 белый конь · h5 белая ладья · d4 белая пешка · e4 чёрный король · f4 белый конь · a3 чёрный слон · c3 чёрная пешка · e3 чёрная ладья · g3 чёрная пешка · c2 белый король · e2 чёрная пешка · g2 белая пешка · h2 чёрный конь · e1 белый ферзь | b8 белый слон · c8 чёрная ладья · g7 чёрный конь · h7 белый слон · g6 чёрный ферзь · b5 белая ладья · f5 белый конь · h5 белая ладья · d4 белая пешка · e4 чёрный король · f4 белый конь · a3 чёрный слон · c3 чёрная пешка · e3 чёрная ладья · g3 чёрная пешка · c2 белый король · e2 чёрная пешка · g2 белая пешка · h2 чёрный конь · e1 белый ферзь | b8 белый слон · c8 чёрная ладья · g7 чёрный конь · h7 белый слон · g6 чёрный ферзь · b5 белая ладья · f5 белый конь · h5 белая ладья · d4 белая пешка · e4 чёрный король · f4 белый конь · a3 чёрный слон · c3 чёрная пешка · e3 чёрная ладья · g3 чёрная пешка · c2 белый король · e2 чёрная пешка · g2 белая пешка · h2 чёрный конь · e1 белый ферзь | 5 |
| 4 | b8 белый слон · c8 чёрная ладья · g7 чёрный конь · h7 белый слон · g6 чёрный ферзь · b5 белая ладья · f5 белый конь · h5 белая ладья · d4 белая пешка · e4 чёрный король · f4 белый конь · a3 чёрный слон · c3 чёрная пешка · e3 чёрная ладья · g3 чёрная пешка · c2 белый король · e2 чёрная пешка · g2 белая пешка · h2 чёрный конь · e1 белый ферзь | b8 белый слон · c8 чёрная ладья · g7 чёрный конь · h7 белый слон · g6 чёрный ферзь · b5 белая ладья · f5 белый конь · h5 белая ладья · d4 белая пешка · e4 чёрный король · f4 белый конь · a3 чёрный слон · c3 чёрная пешка · e3 чёрная ладья · g3 чёрная пешка · c2 белый король · e2 чёрная пешка · g2 белая пешка · h2 чёрный конь · e1 белый ферзь | b8 белый слон · c8 чёрная ладья · g7 чёрный конь · h7 белый слон · g6 чёрный ферзь · b5 белая ладья · f5 белый конь · h5 белая ладья · d4 белая пешка · e4 чёрный король · f4 белый конь · a3 чёрный слон · c3 чёрная пешка · e3 чёрная ладья · g3 чёрная пешка · c2 белый король · e2 чёрная пешка · g2 белая пешка · h2 чёрный конь · e1 белый ферзь | b8 белый слон · c8 чёрная ладья · g7 чёрный конь · h7 белый слон · g6 чёрный ферзь · b5 белая ладья · f5 белый конь · h5 белая ладья · d4 белая пешка · e4 чёрный король · f4 белый конь · a3 чёрный слон · c3 чёрная пешка · e3 чёрная ладья · g3 чёрная пешка · c2 белый король · e2 чёрная пешка · g2 белая пешка · h2 чёрный конь · e1 белый ферзь | b8 белый слон · c8 чёрная ладья · g7 чёрный конь · h7 белый слон · g6 чёрный ферзь · b5 белая ладья · f5 белый конь · h5 белая ладья · d4 белая пешка · e4 чёрный король · f4 белый конь · a3 чёрный слон · c3 чёрная пешка · e3 чёрная ладья · g3 чёрная пешка · c2 белый король · e2 чёрная пешка · g2 белая пешка · h2 чёрный конь · e1 белый ферзь | b8 белый слон · c8 чёрная ладья · g7 чёрный конь · h7 белый слон · g6 чёрный ферзь · b5 белая ладья · f5 белый конь · h5 белая ладья · d4 белая пешка · e4 чёрный король · f4 белый конь · a3 чёрный слон · c3 чёрная пешка · e3 чёрная ладья · g3 чёрная пешка · c2 белый король · e2 чёрная пешка · g2 белая пешка · h2 чёрный конь · e1 белый ферзь | b8 белый слон · c8 чёрная ладья · g7 чёрный конь · h7 белый слон · g6 чёрный ферзь · b5 белая ладья · f5 белый конь · h5 белая ладья · d4 белая пешка · e4 чёрный король · f4 белый конь · a3 чёрный слон · c3 чёрная пешка · e3 чёрная ладья · g3 чёрная пешка · c2 белый король · e2 чёрная пешка · g2 белая пешка · h2 чёрный конь · e1 белый ферзь | b8 белый слон · c8 чёрная ладья · g7 чёрный конь · h7 белый слон · g6 чёрный ферзь · b5 белая ладья · f5 белый конь · h5 белая ладья · d4 белая пешка · e4 чёрный король · f4 белый конь · a3 чёрный слон · c3 чёрная пешка · e3 чёрная ладья · g3 чёрная пешка · c2 белый король · e2 чёрная пешка · g2 белая пешка · h2 чёрный конь · e1 белый ферзь | 4 |
| 3 | b8 белый слон · c8 чёрная ладья · g7 чёрный конь · h7 белый слон · g6 чёрный ферзь · b5 белая ладья · f5 белый конь · h5 белая ладья · d4 белая пешка · e4 чёрный король · f4 белый конь · a3 чёрный слон · c3 чёрная пешка · e3 чёрная ладья · g3 чёрная пешка · c2 белый король · e2 чёрная пешка · g2 белая пешка · h2 чёрный конь · e1 белый ферзь | b8 белый слон · c8 чёрная ладья · g7 чёрный конь · h7 белый слон · g6 чёрный ферзь · b5 белая ладья · f5 белый конь · h5 белая ладья · d4 белая пешка · e4 чёрный король · f4 белый конь · a3 чёрный слон · c3 чёрная пешка · e3 чёрная ладья · g3 чёрная пешка · c2 белый король · e2 чёрная пешка · g2 белая пешка · h2 чёрный конь · e1 белый ферзь | b8 белый слон · c8 чёрная ладья · g7 чёрный конь · h7 белый слон · g6 чёрный ферзь · b5 белая ладья · f5 белый конь · h5 белая ладья · d4 белая пешка · e4 чёрный король · f4 белый конь · a3 чёрный слон · c3 чёрная пешка · e3 чёрная ладья · g3 чёрная пешка · c2 белый король · e2 чёрная пешка · g2 белая пешка · h2 чёрный конь · e1 белый ферзь | b8 белый слон · c8 чёрная ладья · g7 чёрный конь · h7 белый слон · g6 чёрный ферзь · b5 белая ладья · f5 белый конь · h5 белая ладья · d4 белая пешка · e4 чёрный король · f4 белый конь · a3 чёрный слон · c3 чёрная пешка · e3 чёрная ладья · g3 чёрная пешка · c2 белый король · e2 чёрная пешка · g2 белая пешка · h2 чёрный конь · e1 белый ферзь | b8 белый слон · c8 чёрная ладья · g7 чёрный конь · h7 белый слон · g6 чёрный ферзь · b5 белая ладья · f5 белый конь · h5 белая ладья · d4 белая пешка · e4 чёрный король · f4 белый конь · a3 чёрный слон · c3 чёрная пешка · e3 чёрная ладья · g3 чёрная пешка · c2 белый король · e2 чёрная пешка · g2 белая пешка · h2 чёрный конь · e1 белый ферзь | b8 белый слон · c8 чёрная ладья · g7 чёрный конь · h7 белый слон · g6 чёрный ферзь · b5 белая ладья · f5 белый конь · h5 белая ладья · d4 белая пешка · e4 чёрный король · f4 белый конь · a3 чёрный слон · c3 чёрная пешка · e3 чёрная ладья · g3 чёрная пешка · c2 белый король · e2 чёрная пешка · g2 белая пешка · h2 чёрный конь · e1 белый ферзь | b8 белый слон · c8 чёрная ладья · g7 чёрный конь · h7 белый слон · g6 чёрный ферзь · b5 белая ладья · f5 белый конь · h5 белая ладья · d4 белая пешка · e4 чёрный король · f4 белый конь · a3 чёрный слон · c3 чёрная пешка · e3 чёрная ладья · g3 чёрная пешка · c2 белый король · e2 чёрная пешка · g2 белая пешка · h2 чёрный конь · e1 белый ферзь | b8 белый слон · c8 чёрная ладья · g7 чёрный конь · h7 белый слон · g6 чёрный ферзь · b5 белая ладья · f5 белый конь · h5 белая ладья · d4 белая пешка · e4 чёрный король · f4 белый конь · a3 чёрный слон · c3 чёрная пешка · e3 чёрная ладья · g3 чёрная пешка · c2 белый король · e2 чёрная пешка · g2 белая пешка · h2 чёрный конь · e1 белый ферзь | 3 |
| 2 | b8 белый слон · c8 чёрная ладья · g7 чёрный конь · h7 белый слон · g6 чёрный ферзь · b5 белая ладья · f5 белый конь · h5 белая ладья · d4 белая пешка · e4 чёрный король · f4 белый конь · a3 чёрный слон · c3 чёрная пешка · e3 чёрная ладья · g3 чёрная пешка · c2 белый король · e2 чёрная пешка · g2 белая пешка · h2 чёрный конь · e1 белый ферзь | b8 белый слон · c8 чёрная ладья · g7 чёрный конь · h7 белый слон · g6 чёрный ферзь · b5 белая ладья · f5 белый конь · h5 белая ладья · d4 белая пешка · e4 чёрный король · f4 белый конь · a3 чёрный слон · c3 чёрная пешка · e3 чёрная ладья · g3 чёрная пешка · c2 белый король · e2 чёрная пешка · g2 белая пешка · h2 чёрный конь · e1 белый ферзь | b8 белый слон · c8 чёрная ладья · g7 чёрный конь · h7 белый слон · g6 чёрный ферзь · b5 белая ладья · f5 белый конь · h5 белая ладья · d4 белая пешка · e4 чёрный король · f4 белый конь · a3 чёрный слон · c3 чёрная пешка · e3 чёрная ладья · g3 чёрная пешка · c2 белый король · e2 чёрная пешка · g2 белая пешка · h2 чёрный конь · e1 белый ферзь | b8 белый слон · c8 чёрная ладья · g7 чёрный конь · h7 белый слон · g6 чёрный ферзь · b5 белая ладья · f5 белый конь · h5 белая ладья · d4 белая пешка · e4 чёрный король · f4 белый конь · a3 чёрный слон · c3 чёрная пешка · e3 чёрная ладья · g3 чёрная пешка · c2 белый король · e2 чёрная пешка · g2 белая пешка · h2 чёрный конь · e1 белый ферзь | b8 белый слон · c8 чёрная ладья · g7 чёрный конь · h7 белый слон · g6 чёрный ферзь · b5 белая ладья · f5 белый конь · h5 белая ладья · d4 белая пешка · e4 чёрный король · f4 белый конь · a3 чёрный слон · c3 чёрная пешка · e3 чёрная ладья · g3 чёрная пешка · c2 белый король · e2 чёрная пешка · g2 белая пешка · h2 чёрный конь · e1 белый ферзь | b8 белый слон · c8 чёрная ладья · g7 чёрный конь · h7 белый слон · g6 чёрный ферзь · b5 белая ладья · f5 белый конь · h5 белая ладья · d4 белая пешка · e4 чёрный король · f4 белый конь · a3 чёрный слон · c3 чёрная пешка · e3 чёрная ладья · g3 чёрная пешка · c2 белый король · e2 чёрная пешка · g2 белая пешка · h2 чёрный конь · e1 белый ферзь | b8 белый слон · c8 чёрная ладья · g7 чёрный конь · h7 белый слон · g6 чёрный ферзь · b5 белая ладья · f5 белый конь · h5 белая ладья · d4 белая пешка · e4 чёрный король · f4 белый конь · a3 чёрный слон · c3 чёрная пешка · e3 чёрная ладья · g3 чёрная пешка · c2 белый король · e2 чёрная пешка · g2 белая пешка · h2 чёрный конь · e1 белый ферзь | b8 белый слон · c8 чёрная ладья · g7 чёрный конь · h7 белый слон · g6 чёрный ферзь · b5 белая ладья · f5 белый конь · h5 белая ладья · d4 белая пешка · e4 чёрный король · f4 белый конь · a3 чёрный слон · c3 чёрная пешка · e3 чёрная ладья · g3 чёрная пешка · c2 белый король · e2 чёрная пешка · g2 белая пешка · h2 чёрный конь · e1 белый ферзь | 2 |
| 1 | b8 белый слон · c8 чёрная ладья · g7 чёрный конь · h7 белый слон · g6 чёрный ферзь · b5 белая ладья · f5 белый конь · h5 белая ладья · d4 белая пешка · e4 чёрный король · f4 белый конь · a3 чёрный слон · c3 чёрная пешка · e3 чёрная ладья · g3 чёрная пешка · c2 белый король · e2 чёрная пешка · g2 белая пешка · h2 чёрный конь · e1 белый ферзь | b8 белый слон · c8 чёрная ладья · g7 чёрный конь · h7 белый слон · g6 чёрный ферзь · b5 белая ладья · f5 белый конь · h5 белая ладья · d4 белая пешка · e4 чёрный король · f4 белый конь · a3 чёрный слон · c3 чёрная пешка · e3 чёрная ладья · g3 чёрная пешка · c2 белый король · e2 чёрная пешка · g2 белая пешка · h2 чёрный конь · e1 белый ферзь | b8 белый слон · c8 чёрная ладья · g7 чёрный конь · h7 белый слон · g6 чёрный ферзь · b5 белая ладья · f5 белый конь · h5 белая ладья · d4 белая пешка · e4 чёрный король · f4 белый конь · a3 чёрный слон · c3 чёрная пешка · e3 чёрная ладья · g3 чёрная пешка · c2 белый король · e2 чёрная пешка · g2 белая пешка · h2 чёрный конь · e1 белый ферзь | b8 белый слон · c8 чёрная ладья · g7 чёрный конь · h7 белый слон · g6 чёрный ферзь · b5 белая ладья · f5 белый конь · h5 белая ладья · d4 белая пешка · e4 чёрный король · f4 белый конь · a3 чёрный слон · c3 чёрная пешка · e3 чёрная ладья · g3 чёрная пешка · c2 белый король · e2 чёрная пешка · g2 белая пешка · h2 чёрный конь · e1 белый ферзь | b8 белый слон · c8 чёрная ладья · g7 чёрный конь · h7 белый слон · g6 чёрный ферзь · b5 белая ладья · f5 белый конь · h5 белая ладья · d4 белая пешка · e4 чёрный король · f4 белый конь · a3 чёрный слон · c3 чёрная пешка · e3 чёрная ладья · g3 чёрная пешка · c2 белый король · e2 чёрная пешка · g2 белая пешка · h2 чёрный конь · e1 белый ферзь | b8 белый слон · c8 чёрная ладья · g7 чёрный конь · h7 белый слон · g6 чёрный ферзь · b5 белая ладья · f5 белый конь · h5 белая ладья · d4 белая пешка · e4 чёрный король · f4 белый конь · a3 чёрный слон · c3 чёрная пешка · e3 чёрная ладья · g3 чёрная пешка · c2 белый король · e2 чёрная пешка · g2 белая пешка · h2 чёрный конь · e1 белый ферзь | b8 белый слон · c8 чёрная ладья · g7 чёрный конь · h7 белый слон · g6 чёрный ферзь · b5 белая ладья · f5 белый конь · h5 белая ладья · d4 белая пешка · e4 чёрный король · f4 белый конь · a3 чёрный слон · c3 чёрная пешка · e3 чёрная ладья · g3 чёрная пешка · c2 белый король · e2 чёрная пешка · g2 белая пешка · h2 чёрный конь · e1 белый ферзь | b8 белый слон · c8 чёрная ладья · g7 чёрный конь · h7 белый слон · g6 чёрный ферзь · b5 белая ладья · f5 белый конь · h5 белая ладья · d4 белая пешка · e4 чёрный король · f4 белый конь · a3 чёрный слон · c3 чёрная пешка · e3 чёрная ладья · g3 чёрная пешка · c2 белый король · e2 чёрная пешка · g2 белая пешка · h2 чёрный конь · e1 белый ферзь | 1 |
|   | a | b | c | d | e | f | g | h |   |

## Книги
- 100 Válogatott Feladványa (100 различных головоломок). Budapest. 1937.
- Антология венгерских шахматных задач. 1939. (В соавт. с Л. Линднером).

## Спортивные результаты
| Год                       | Город                                               | Соревнование                                        | + | − | = | Результаты | Место             |
| ------------------------- | --------------------------------------------------- | --------------------------------------------------- | - | - | - | ---------- | ----------------- |
| 1930                      | Дьёр                                                | Международный турнир                                | 3 | 3 | 3 | 4½ из 9    | 5                 |
| 1931                      | Вена                                                | Требич-турнир                                       | 3 | 8 | 2 | 4 из 13    | 10—12             |
| 1934                      | Будапешт                                            | Юбилейный турнир Г. Мароци                          |   |   |   |            |                   |
|                           | Бад-Либенверда                                      | Международный турнир                                | 5 | 5 | 1 | 5½ из 11   | 7—9               |
| 1935                      | Тататоварош                                         | Чемпионат Венгрии                                   | 2 | 6 | 9 | 6½ из 17   | 11—16             |
| 1936                      | Будапешт                                            | Чемпионат Венгрии                                   | 2 | 5 | 8 | 6 из 15    | 11—14             |
| 1937                      | Будапешт                                            | Чемпионат Венгрии                                   |   |   |   |            | [ 7 ]             |
| СОРЕВНОВАНИЯ ПО ПЕРЕПИСКЕ |                                                     |                                                     |   |   |   |            |                   |
| 1937—1939                 | 2-я Европейская заочная олимпиада (сборная Венгрии) | 2-я Европейская заочная олимпиада (сборная Венгрии) |   |   |   | 4 из 5     | Команда — чемпион |